# Ouría (Boal)
Ouría (en asturiano: Ouria y oficialmente) es una aldea perteneciente a la parroquia de Rozadas, en el concejo de Boal, comarca de Eo-Navia, Principado de Asturias, España.
Cuenta con una población de 10 habitantes (INE, 2013), y se encuentra a unos 470 m de altura sobre el nivel del mar. Dista aproximadamente 12 km de la capital del concejo, tomando desde ésta la carretera AS-22 en dirección a Vegadeo, y desviándose a la izquierda en Vega de Ouría, por una pista asfaltada en dirección a El Cepón, durante algo menos de 1 km.